# 寒武耙虾属
鐮刺寒武耙蝦是寒武耙蝦屬的唯一物種，又稱作顯爪蝦，屬於節肢動物門、恐蝦綱、放射齒目、赫德虾科。該生物的化石最早於2014年在加拿大的寒武紀地層被發現，其相似種也隨後在美國犹他州、中國山東和雲南相繼發現。頭部有巨大馬蹄形的骨片和耙狀的前附肢（frontal appendage）；身體則較為短小，側邊配備八個用於游泳的葉片。該生物發表後，也相繼發現具有背側骨片寬廣的相近物種，像是心蝦（Cordaticaris）或是巨盔蝦（Titanokorys）。其食性原本被認定是篩取沉積物，但其他學者認為其可能以浮游生物為食。

## 命名
寒武耙蝦屬的屬名Cambroraster，開頭的「Cambro」取自寒武紀，末尾的「raster」意為耙子，形容前附肢上的耙狀前附肢棘（endite，前附肢腹側延伸的棘刺）和前附肢輔棘（auxiliary spines，前附肢棘邊緣上更小的刺）。種小名的「falcatus」，意指鐮刀，指寒武耙蝦的頭部有著鐮刀形骨片。此物種有個暱稱，稱作「太空船」（spaceship），因背側骨片外觀像是《星際大戰》的「千年鷹號」。

## 發現
- 寒武耙蝦的前附肢（Fa-c）和頭部骨片（He-C）化石
- 寒武耙蝦的前附肢化石
- 寒武耙蝦的身體化石照片和化石保存情況圖

鐮刺寒武耙蝦的化石產自加拿大西北地區英屬哥倫比亞＂厚＂史蒂芬地層（‘Thick’Stephen Formation）伯吉斯頁岩（Burgess Shale）裡的大理石峽谷（Marble Canyon）和都昆溪（Tokumm Creek），斯蒂芬山（Mount Stephen）與費爾德山脈（Mount Field）也有發現約1至2個化石標本。最初研究人員在發表寒武耙蝦時，至少約140多個個體的化石標本。此物種正模標本編號為ROMIP 65078，副模標本為編號ROMIP 65079、65081、65083、65084和65092。
中國北部山東臨朐縣龍崗階層（Longgang section）馒头地層（Mantou Formation）的上頁岩段（Upper Shale Member）發現鐮刺寒武耙蝦相似種的一塊頭部背部骨片（NIGPAS 171703）、和兩塊側面骨片（NIGPAS 171704、171705）。雲南昆明市海口鎮耳材村（Ercaicun Village）筇竹寺地層（Chiungchussu Formation），發現寒武耙蝦A種一件編號YKLP 11420a/b的背部骨片。

## 形態

### 頭部
頭部指從前附肢延伸至眼睛的部分，包含了一對前附肢，一個頭部背側骨片（H-element）、一對側面骨片（P-element），一對眼睛和一個口錐（oral cone，放射齒目的特殊口器）。頭部佔超過身長的一半，其中背部骨片覆蓋了大部分的面積。

#### 骨片
目前發現最大的背部骨片長度約18公分，根據其他個體的比例推測出寒武耙蝦最長可達到約30公分，是當時發現赫德蝦類中最大的骨片。背部骨片外觀似馬蹄鐵。其前端圓弧，後端的中間有兩個較凹的眼窩（notch）。眼窩含有一對細長的眼睛。後段的中間由兩個圓形的圓形凸出物形成一個＂V＂字型中眼窩，骨片側後邊還有一對向後凸出的突刺，突刺的兩側邊緣具有小刺，這些小刺的大小隨著向後逐漸增大並向骨片末端突出。突刺內緣具備3個小刺，外緣有9個小刺。通常突刺長度不會超過中間的兩個圓形的圓形凸出物。表面還有網狀紋路。
側面骨片是由一個細長、彎曲的頸部和類似透鏡膨脹的後段區域組成的。其後段區域中下端突出，並在末端略為收縮。其可能透過前部的頸部相連，並覆蓋了腹側的左右表面。

#### 前附肢
前附肢位於背部骨片的下方，可能在頭部的最前方。前附肢有10節。梗節（第一節，用於連接頭部和前附肢剩餘部分）最大，缺乏前附肢棘，前緣有凹處。後面的五節（第二節至第六節）皆粗壯，節的高度逐漸縮小，使前附肢逐漸向下彎曲。這五節皆有一根寬而長的前附肢棘，這些刺長度大致相同，長約是該節的兩倍多。每根前附肢棘上有20至25根梳狀且細小的前附肢輔棘，這些刺大小交替，且有著鉤狀的末端。前附肢末端向內彎曲。最後三節的腹側延伸出三根平滑的刺，而倒數兩節的背部還向外凸出的小刺。

#### 口錐
口錐位於前附肢後方，外環由相鄰的光滑齒板（plate）組成。其中口錐有四塊較大的齒板，而大齒板之間相隔七塊較小的齒板。這些齒板的內緣最多三個三角形鋸齒，其中在大齒板上更為堅固。口錐內部還有三至四對鋸齒片，鋸齒片向口錐的中心收攏，左右的鋸齒片則覆蓋在上下的上方。口錐後方連接著消化道。

### 身體
寒武耙蝦的身體有八個體節，每節均配有一對扇鰭（flap，放射齒目物種用於游泳構造，類似魚鰭）。每一對扇鰭的長度僅佔該體節的五分之一。最前的扇鰭最大，扇鰭的尺寸在向後會逐漸縮小。身體中間還有「剛毛葉」（lamellae，無數的細線排列而成，附蓋在身體背部），並延伸至扇鰭。身體的末端還有一個小尾扇（tail fan），由兩對向後延伸的細長扇葉組成。

該圖為寒武耙蝦與其兩個近親種的頭部骨片大表比較圖橘色：鐮刺寒武耙蝦黃色：寒武耙蝦相似種粉色：寒武耙蝦A種

### 近親種
其他兩個物種僅找到其頭部骨片。

## 生態
寒武耙蝦的特徵符合自游底棲者（nektobenthic，可短距離游動並緊貼著海床棲息），如擁有大型而寬闊的頭部、背部的眼睛以及相對較小的身體。其背部骨片在形態上與鱟、蟹化的甲殼類和以滤食為主的三葉蟲相似，在結構上和甲冑魚更相近。
研究人員在都昆溪發現大量堆積的寒武耙蝦化石，代表其可能會集體蜕皮。過去在同地點發現其他節肢動物也會大規模脫皮。寒武耙蝦群居代表當地可能存在豐富的食物，利於生存。

### 食性
寒武耙蝦的前附肢不適合用於抓捕獵物的游動捕食者，數排的鉤狀前附肢輔棘會妨礙相連的前附肢棘抓住獵物。其前附肢型態也無法用於以浮游生物為食，較大個體的前附肢輔棘間距約在0.5毫米，比濾食性甲殼類所捕食的範圍還要大些，而且寒武耙蝦沒有這類甲殼動物會帶有細毛或鋸齒狀突起的剛毛增加捕捉表面積。
前附肢的構造像是十足目的甲殼類或是一些海蠍（eurypterids）所具有的梳狀突起或是梳狀附肢，這些梳狀結構在過去的研究中認為是用於翻攪海底沉積物。前附肢棘交錯排列且向內彎曲可以有效地困住獵物。
梗節透過凹處進行彎曲，同時張開前附肢棘，讓前附肢輔棘接觸底質。接著將前附肢向後收縮，把食物從沉積物篩出並導引至口中。當附肢合攏時，形成的籃狀結構包圍口錐的側緣與後緣，使其能有效吸食捕獲的底棲生物，甚至是小型的底棲動物。

## 分類
2019年，約瑟夫·莫伊休克（Joseph Moysiuk）和吉恩-貝爾納·卡隆（Jean-Bernard Caron）在《皇家學會報告》發表寒武耙蝦標本。當時許多學者將鄭和蝦與寒武耙蝦劃為同一個演化支，因兩個物種的頭部骨片外觀相似，但是許多學者對鄭和蝦的分類頗有爭議。